# الحراسة الذاتية

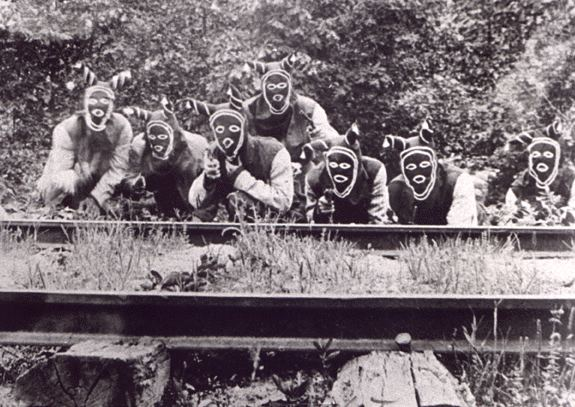
" بالد نوبرز "، وهي مجموعة من المتطوعين من ولاية ميزوري في ثمانينيات القرن التاسع عشر – كما تم تصويرها في فيلم راعي التلال عام 1919

الحراسة الذاتية هي الجرائم والمخالفات المزعومة والتحقيق فيها ومعاقبة مرتكبيها دون سلطة قانونية.  
الحارس هو الشخص الذي يمارس أو يشارك في أعمال المراقبة الذاتية، أو يتولى مهام السلامة العامة والعدالة الجزائية دون تفويض.